# Norra Vallåkra
Norra Vallåkra är en bebyggelse norr om i Vallåkra i Helsingborgs kommun.  Bebyggelsen var av SCB 2005 avgränsad och namnsatt småort. Vid 2015 års avgränsning klassades den som en del av tätorten Vallåkra. Vid 2020 års avgränsning klassades den åter som en separat småort för att 2023 åter klassas som del av tätorten.